# Spencermartinsia viticola
Spencermartinsia viticola är en svampart som först beskrevs av A.J.L. Phillips & J. Luque, och fick sitt nu gällande namn av A.J.L. Phillips, A. Alves & Crous 2008. Spencermartinsia viticola ingår i släktet Spencermartinsia och familjen Dothidotthiaceae.   Inga underarter finns listade i Catalogue of Life.